# 巨齿唐松草
巨齿唐松草（学名：Thalictrum grandidentatum），为毛茛科唐松草属下的一个植物种。